# Takayuki Seto
Takayuki Seto (瀬戸 貴幸, Seto Takayuki; Nagoya, 5 februari 1986) is een Japans voetballer die doorgaans speelt als middenvelder. In juli 2024 verruilde hij Petrolul Ploiești voor Argeș Pitești.

## Clubcarrière
Seto speelde in zijn jeugd voor diverse Japanse teams en tussen 2004 en 2005 was hij actief bij verschillende clubs in Brazilië, zoals Avaí, Corinthians en Portuguesa. Via nog wat teams in Japan kwam de middenvelder in 2007 terecht bij Astra Giurgiu. Op dat moment was Astra nog actief op het derde niveau, maar binnen twee jaar was de club ook even zo vaak gepromoveerd. Zijn debuut in de Liga 1 maakte Seto op 2 augustus 2009, toen in eigen huis met 0–1 verloren werd van Pandurii Târgu Jiu. De Japanner begon in de basis en hij speelde het gehele duel mee. In dat seizoen speelde Seto in alle vierendertig wedstrijden mee, waarin hij in slechts één gewisseld werd. Tot en met de zomer van 2015 was Seto een vaste basisspeler bij Astra.
In augustus 2015 maakte de middenvelder de overstap naar het Turkse Osmanlıspor, waar hij zijn handtekening zette onder een verbintenis voor de duur van twee seizoenen. In een half jaar tijd kwam de Japanner tot zeven competitieoptredens, waarvan vijf als invaller, en in de winterstop werd hij tot het einde van zijn contract verhuurd aan zijn oude club Astra. Na deze verhuurperiode nam de Roemeense club Seto definitief over en hij tekende voor één jaar. In de zomer van 2018 keerde de Japanner terug naar zijn vaderland, waar hij tekende bij Ventforet Kofu. Een halfjaar later verliet Seto de Japanse club en hierop ging hij spelen bij RFS. Een jaar later keerde hij weer terug bij Astra Giurgiu. Medio 2021 stapte Seto binnen Roemenië over naar Petrolul Ploiești. In juli 2024 werd Argeș Pitești de volgende Roemeense club van Seto.

## Clubstatistieken
| Seizoen | Club              | Competitie | Competitie | Competitie | Beker | Beker | Internationaal | Internationaal | Totaal | Totaal |
| Seizoen | Club              | Competitie | Wed.       | Dlp.       | Wed.  | Dlp.  | Wed.           | Dlp.           | Wed.   | Dlp.   |
| ------- | ----------------- | ---------- | ---------- | ---------- | ----- | ----- | -------------- | -------------- | ------ | ------ |
| 2007/08 | Astra Giurgiu     | Liga 3     | 33         | 7          | 0     | 0     | —              | —              | 33     | 7      |
| 2008/09 | Astra Giurgiu     | Liga 2     | 27         | 1          | 3     | 1     | —              | —              | 30     | 2      |
| 2009/10 | Astra Giurgiu     | Liga 1     | 34         | 3          | 3     | 0     | —              | —              | 37     | 3      |
| 2010/11 | Astra Giurgiu     | Liga 1     | 33         | 3          | 1     | 0     | —              | —              | 34     | 3      |
| 2011/12 | Astra Giurgiu     | Liga 1     | 33         | 1          | 2     | 0     | —              | —              | 35     | 1      |
| 2012/13 | Astra Giurgiu     | Liga 1     | 33         | 7          | 5     | 1     | —              | —              | 38     | 8      |
| 2013/14 | Astra Giurgiu     | Liga 1     | 24         | 2          | 5     | 0     | 7              | 0              | 36     | 2      |
| 2014/15 | Astra Giurgiu     | Liga 1     | 32         | 6          | 5     | 1     | 8              | 1              | 45     | 8      |
| 2015/16 | Astra Giurgiu     | Liga 1     | 5          | 0          | 0     | 0     | —              | —              | 5      | 0      |
| 2015/16 | Osmanlıspor       | Süper Lig  | 7          | 0          | 2     | 0     | —              | —              | 9      | 0      |
| 2015/16 | → Astra Giurgiu   | Liga 1     | 10         | 0          | 0     | 0     | 4              | 0              | 14     | 0      |
| 2016/17 | → Astra Giurgiu   | Liga 1     | 33         | 1          | 2     | 0     | 12             | 1              | 47     | 2      |
| 2017/18 | Astra Giurgiu     | Liga 1     | 26         | 2          | 3     | 0     | —              | —              | 29     | 2      |
| 2018    | Ventforet Kofu    | J2 League  | 1          | 0          | 2     | 0     | —              | —              | 3      | 0      |
| 2019    | RFS               | Virslīga   | 24         | 1          | 2     | 0     | 2              | 0              | 28     | 1      |
| 2019/20 | Astra Giurgiu     | Liga 1     | 7          | 1          | 0     | 0     | —              | —              | 7      | 1      |
| 2020/21 | Astra Giurgiu     | Liga 1     | 4          | 0          | 0     | 0     | —              | —              | 4      | 0      |
| 2021/22 | Petrolul Ploiești | Liga 2     | 27         | 1          | 1     | 0     | —              | —              | 28     | 1      |
| 2022/23 | Petrolul Ploiești | Liga 1     | 35         | 0          | 1     | 0     | —              | —              | 36     | 0      |
| 2023/24 | Petrolul Ploiești | Liga 1     | 35         | 0          | 2     | 0     | —              | —              | 37     | 0      |
| 2024/25 | Petrolul Ploiești | Liga 1     | 1          | 0          | 0     | 0     | —              | —              | 1      | 0      |
| 2024/25 | Argeș Pitești     | Liga 2     | 0          | 0          | 0     | 0     | —              | —              | 0      | 0      |
| Totaal  | Totaal            | Totaal     | 465        | 36         | 39    | 3     | 33             | 2              | 537    | 41     |

Bijgewerkt op 27 juli 2024.

## Erelijst
| Competitie         |               |               |               |               |
| Competitie         | Aantal        | Jaren         |               |               |
| Astra Giurgiu      | Astra Giurgiu | Astra Giurgiu | Astra Giurgiu | Astra Giurgiu |
| ------------------ | ------------- | ------------- | ------------- | ------------- |
| Liga 1             | 1             | 2015/16       |               |               |
| Cupa României      | 1             | 2013/14       |               |               |
| Supercupa României | 2             | 2014, 2016    |               |               |
| Petrolul Ploiești  |               |               |               |               |
| Liga 2             | 1             | 2021/22       |               |               |